# Cantico di Mosè
Il Cantico di Mosè è il primo cantico contenuto nella Bibbia. Esso viene cantato da Mosè e il Popolo d'Israele per esprimere la propria gioia dopo la fuga dall'Egitto, in particolare dopo il miracoloso attraversamento del mar Rosso. Il Cantico di Mosè è contenuto nel libro dell'Esodo 15,1-18 e in Deuteronomio 32.
Il Cantico di Mosè e il Cantico dell'Agnello sono citati in Apocalisse 15:3-4.

## Testo italiano
Ecco il testo del Cantico in Italiano (versione bibbia CEI / Gerusalemme).
Allora Mosè e gli Israeliti cantarono questo canto al Signore e dissero: «Voglio cantare in onore del Signore: perché ha mirabilmente trionfato, ha gettato in mare cavallo e cavaliere. Mia forza e mio canto è il Signore, egli mi ha salvato. È il mio Dio e lo voglio lodare, è il Dio di mio padre e lo voglio esaltare! Il Signore è prode in guerra, si chiama Signore. I carri del faraone e il suo esercito ha gettato nel mare e i suoi combattenti scelti furono sommersi nel Mare Rosso. Gli abissi li ricoprirono, sprofondarono come pietra. La tua destra, Signore, terribile per la potenza, la tua destra, Signore, annienta il nemico; con sublime grandezza abbatti i tuoi avversari, scateni il tuo furore che li divora come paglia. Al soffio della tua ira si accumularono le acque, si alzarono le onde come un argine, si rappresero gli abissi in fondo al mare. Il nemico aveva detto: Inseguirò, raggiungerò, spartirò il bottino, se ne sazierà la mia brama; sfodererò la spada, li conquisterà la mia mano! Soffiasti con il tuo alito: il mare li coprì, sprofondarono come piombo in acque profonde. Chi è come te fra gli dèi, Signore? Chi è come te, maestoso in santità, tremendo nelle imprese, operatore di prodigi? Stendesti la destra: la terra li inghiottì. Guidasti con il tuo favore questo popolo che hai riscattato, lo conducesti con forza alla tua santa dimora. Hanno udito i popoli e tremano; dolore incolse gli abitanti della Filistea. Già si spaventano i capi di Edom, i potenti di Moab li prende il timore; tremano tutti gli abitanti di Canaan. Piombano sopra di loro la paura e il terrore; per la potenza del tuo braccio restano immobili come pietra, finché sia passato il tuo popolo, Signore, finché sia passato questo tuo popolo che ti sei acquistato. Lo fai entrare e lo pianti sul monte della tua eredità, luogo che per tua sede, Signore, hai preparato, santuario che le tue mani, Signore, hanno fondato. Il Signore regna in eterno e per sempre!».

## Il Cantico nella liturgia
Il Cantico di Mosè viene letto il Sabato mattina (1ª settimana) alle Lodi mattutine.
Durante la veglia Pasquale, la Terza Lettura è tratta dal Libro dell'Esodo, e la sua frase conclusiva è Allora Mosè e gli Israeliti cantarono questo canto al Signore. Immediatamente dopo, inizia il Salmo, che esattamente il Cantico di Mosè, testimoniando la continuità che dovrebbe sempre esserci tra Lettura e Salmo.
1. ↑   Deuteronomio 32, su La Parola - La Sacra Bibbia in italiano in Internet.
2. ↑   Apocalisse 15:3-4, su La Parola - La Sacra Bibbia in italiano in Internet.